# Juliette Bruno-Ruby
Pour les articles homonymes, voir Bruno et Ruby (homonymie).
Juliette Henriette Marie Leclère dite Juliette Bruno-Ruby, née le 13 janvier 1878 à Versailles et morte le 22 juillet 1956 à Maisons-Laffitte, est une romancière et une réalisatrice française. 

## Biographie
Juliette Leclère est la fille d’Anaïs Schmidt et d'Adolphe Leclère, officier artilleur, puis colonel et directeur de l'artillerie à Epinal.
Juliette Leclère épouse en avril 1896 Me Henri Bucquet, avocat à la cour d'appel de Paris dont elle divorce en 1909. En avril 1913, elle se remarie avec l'écrivain et journaliste Jean Vignaud rencontré lors d'un concours littéraire, le prix Excelsior, en février 1912.
Elle prend pour la première fois le pseudonyme Bruno-Ruby à l'occasion de la publication de son premier roman Madame Cotte en 1913.
Son fils aîné, Pierre Bucquet, aspirant au 235e régiment d'artillerie de campagne, meurt à 20 ans des suites de ses blessures après la chute de son avion au cours d'une mission aérienne de reconnaissance en février 1918.
En 1923, elle s'oriente vers la mise en scène en réalisant La Cabane d'amour qui sortira en août 1924 sur les écrans parisiens. Après l'échec d'un projet de troisième film avec son mari, elle abandonne les plateaux de cinéma pour se consacrer définitivement à la littérature.
Elle fut également présidente de l'Association des Amis de Carthage et des Ville d'or.

### Distinction
- Officier de l'ordre des Palmes académiques (1913)[10]

## Publications

### Romans
- 1913 : Madame Cotte, éditions Pierre Lafitte, Paris ; rééd. 1921
- 1919 : L'Exemple de l'abbé Jouve, préface de Julien de Narfon, éditions Albin Michel, Paris
- 1921 : Celui qui supprima la mort, éditions Pierre Lafitte, Paris
- 1930 : Sig, l'aventurier, éditions des Portiques, Paris
- 1931 : La Louve, éditions Miroir du monde, Paris
- 1934 : Dix sur la route, éditions Fasquelle, Paris

### Traduction
- 1948 : Le Tigre bleu, d'Alfred Döblin, éditions Calmann-Lévy

## Filmographie

### Réalisatrice
- 1924 : La Cabane d'amour, d'après le roman de Francis de Miomandre (1919)[11]
- 1927 : À la bonne hôtesse / La Bonne Hôtesse[12]

Projet non réalisé
- 1926 : La Caravane hantée, scénario de Jean Vignaud[13],[14],[15]